# Edward Thomas Hall

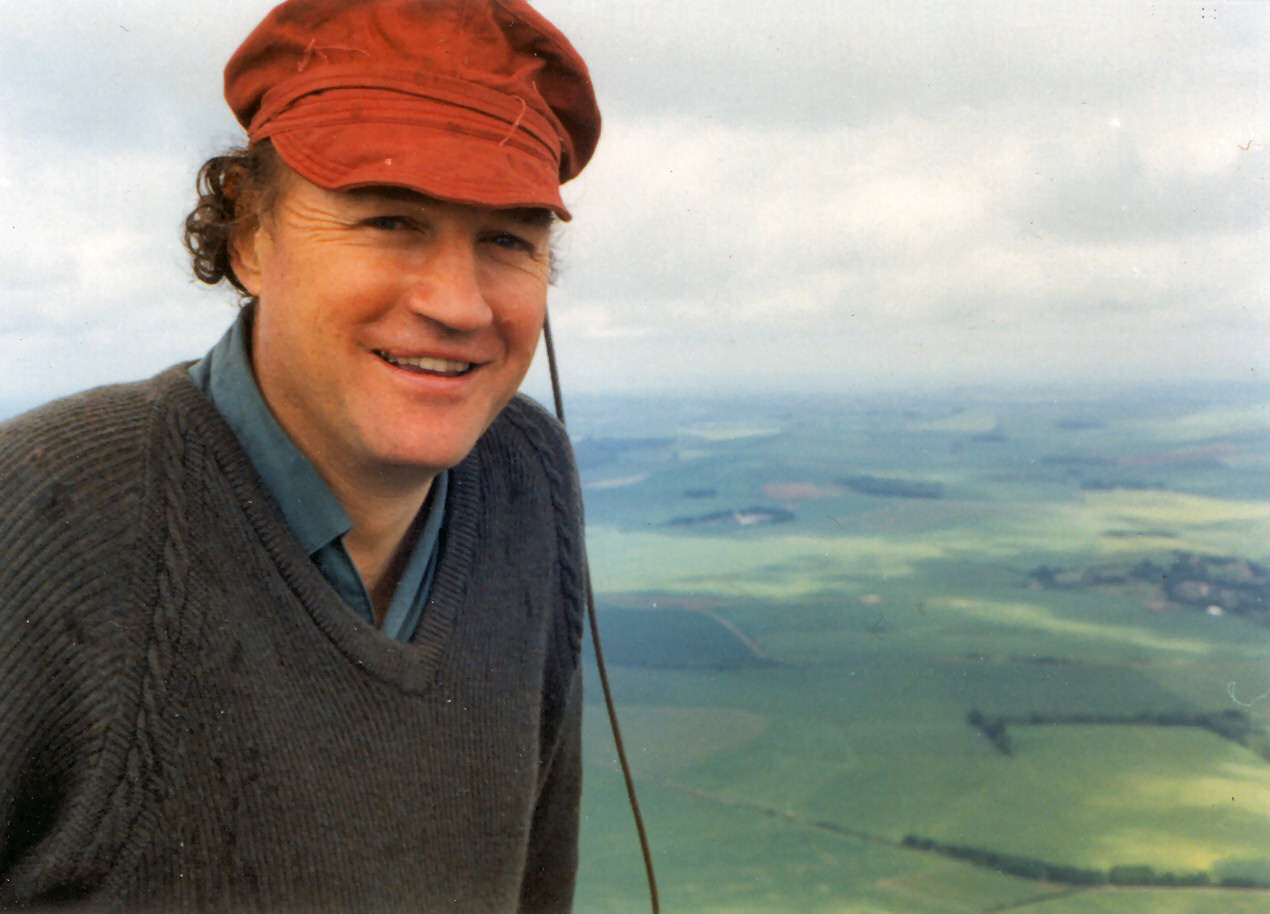
Edward Thomas Hall

Edward Thomas Hall, genannt Teddy Hall, oft E. T. Hall zitiert, (* 10. Mai 1924 in London; † 11. August 2001 in Oxford) war ein britischer Physiker, bekannt für Arbeiten in der Archäometrie.
Hall war der Sohn von Walter d’Arcy Hall, einem Parlamentsmitglied und Offizier. Er besuchte Eton College und war im Zweiten Weltkrieg bei der Royal Navy. Er studierte danach Chemie und Physik in Oxford, wo er 1953 promoviert wurde. Ab 1955 war er der erste Direktor des Research Laboratory for Archaeology and History of Art in Oxford.
Hall ist unter anderem für seine Rolle bei der Entlarvung des Piltdown-Menschen bekannt (in den 1950er Jahren mit Röntgenfluoreszenztechniken, dem eine Radiokarbondatierung folgte) und führte 1988 (gleichzeitig mit mehreren anderen Labors) eine Radiokarbondatierung des Turiner Grabtuchs aus, die auf eine Herstellung im Mittelalter (1260 bis 1390) hinwies. Später wurde Kritik daran laut, Hall blieb aber von der Korrektheit der Datierung überzeugt.
Er gründete die Littlemore Scientific Engineering Company, mit der er eine sehr genaue Pendeluhr baute (Littlemore Clock).
Er war Fellow der British Academy und Commander of the Order of the British Empire (CBE) (1988).
Er war seit 1957 mit dem südafrikanischen Model Jennifer De La Harpe verheiratet und hatte zwei Söhne.